# Freddy, the Fixer
Freddy, the Fixer è un cortometraggio muto del 1916 diretto da Frank Currier.

## Produzione
Il film - con il titolo di lavorazione Friday, the Lonely - fu prodotto dalla Vitagraph Company of America.

## Distribuzione
Distribuito dalla General Film Company, il film - un cortometraggio in una bobina - uscì nelle sale cinematografiche statunitensi il 7 aprile 1916.